# Jacutinga (Mesquita)
Jacutinga é um bairro do município de Mesquita, no estado do Rio de Janeiro, no Brasil. Faz divisa com os bairros de Santo Elias, Industrial, Banco de Areia e com o município de Nova Iguaçu.

## Topônimo
Seu nome deriva da jacutinga, uma ave comum na região até os anos 1950 e, atualmente, extinta na região. 

## Características
Contém a unidade de saúde Doutor Mário Bento, além do Programa de Saúde da Família.
Conta com apenas uma linha de ônibus, a Nova Iguaçu-Jacutinga, além de uma linha de kombis que promove o trajeto Jacutinga-Édson Passos.